# Sauvignac
 Sauvignac  es una población y comuna francesa, en la región de Poitou-Charentes, departamento de Charente, en el distrito de Cognac y cantón de Brossac.

## Demografía
| 152 | 154 | 148 | 121 | 102 | 96 |
| Para los censos de 1962 a 1999 la población legal corresponde a la población sin duplicidades (Fuente: INSEE [Consultar]) |     |     |     |     |    |